# Bruce Cumings
Bruce Cumings (né le 5 septembre 1943) est un historien américain spécialisé dans l'Asie de l'Est et les relations internationales.
En mai 2007, Cumings a été le premier récipiendaire du prix universitaire Kim Dae-jung décerné par la Corée du Sud pour ses réalisations exceptionnelles et sa contribution savante à la démocratie, aux droits humains et à la paix. Le prix est nommé en l'honneur de Kim Dae-jung, prix Nobel de la paix 2000 et ancien président de la Corée du Sud. Le prix reconnaît Cumings pour ses « contributions exceptionnelles et ses activités publiques engagées en faveur des droits de l'homme et de la démocratisation pendant les décennies de dictature en Corée, et après la fin de la dictature en 1987 ».
Son livre  Origins of the Korean War Volume 1 (1980) (Origines de la guerre de Corée) a remporté le prix John K. Fairbank de l'American Historical Association et son Volume 2, publié en 1991, a remporté le prix Quincy Wright Book de l'International Studies Association.
Son travail sur la guerre de Corée est parfois considéré comme révisionniste par certains de ses confrères ; l'auteur universitaire a démenti à plusieurs reprises ces accusations.

## Biographie
Cumings est né à Rochester, New York, le 5 septembre 1943. Il a grandi dans l'Iowa et l'Ohio, où son père était administrateur d'université avant de rejoindre la Central Intelligence Agency (CIA).
Durant son adolescence, il prit du travail saisonnier, pendant cinq ans, dont trois à l'usine Republic Steel de Cleveland, afin de s'offrir des études à l'Université Denison, avec l'aide d'une bourse en baseball. Il y obtient un diplôme en psychologie en 1965.
Cumings servit dans le Peace Corps en Corée en 1967-1968 avant d'obtenir une maîtrise à l'Université d'Indiana. Il a ensuite obtenu un doctorat en sciences politiques de l'Université Columbia en 1975. Il a enseigné au Swarthmore College, à l'Université de Washington, à la Northwestern University et à l'Université de Chicago.
En 1999, il a été élu Fellow (membre) de l'Académie américaine des arts et des sciences.
Il est marié à l'Américaine d'origine coréenne Meredith Jung-En Woo, directrice de l'International Higher Education Support Program à l'Open Society Foundation de Londres et ancienne doyenne de l'Université de Virginie. Ils ont eu deux fils ; en outre, Cumings a une fille issue d'un premier mariage.

## Réception et critique de son œuvre académique
Cumings a été décrit comme « le plus grand spécialiste de gauche de l'histoire coréenne ».
Kathryn Weathersby, chercheuse à la Paul H. Nitze School of Advanced International Studies, a écrit que l'étude en deux volumes de Cumings sur les origines de la guerre de Corée était « le récit révisionniste le plus important » et elle rapporte les conclusions de Cumings selon lesquelles « la question reste ouverte de savoir si c'est en fait la RPDC ou la Corée du Sud qui a lancé l'action militaire le 25 juin 1950 ».
L'historien de l'Université de Géorgie William W. Stueck a reconnu que le travail de Cumings était « révisionniste », et ne l'a pas trouvé convaincant, mais ajoute : « Je ne considère pas le révisionnisme comme un terme péjoratif.... Cet usage a simplement à voir avec le délai dans lequel les arguments ont pris de l'importance parmi les chercheurs américains. » « Cumings, poursuit Stueck, a publié plus d'une génération après le début de la guerre et ses arguments remettent en cause l'opinion que la guerre [de Corée] était largement internationale par nature et que la participation américaine à cette guerre était — à au moins une exception notable — défensive et sage ».
L'historien Allan R. Millet a fait valoir que l'empressement de l'ouvrage à présenter les responsables et la politique américains « sous le pire jour possible » l'amène souvent à confondre cause et effet chronologiques et à prononcer des jugements qui ne peuvent être appuyés par les documents qu'il cite ou qu'il ignore.